# Đá Gia Phú
Đá Gia Phú (tiếng Anh: chưa rõ; tiếng Trung: 线头礁; bính âm: Xiàntóu jiāo, Hán-Việt: Tuyến Đầu tiêu) là một rạn san hô thuộc cụm An Bang (cụm Thám Hiểm) của quần đảo Trường Sa. Đá này là một phần của bãi Thám Hiểm, nằm trên đầu phía đông của vành san hô của rạn vòng này và nằm về phía đông nam của đá Gia Hội.
Đá Gia Phú là đối tượng tranh chấp giữa Việt Nam, Đài Loan, Malaysia, Philippines và Trung Quốc. Do Malaysia chiếm bãi Thám Hiểm từ năm 1999 nên đá Gia Phú nằm trong tầm kiểm soát của nước này.

## Hình ảnh
| đá Sâu đá Gia Hội đá Gia Phú Ảnh vệ tinh chụp bãi Thám Hiểm (nguồn: NASA). Đá Gia Phú ở đầu phía đông của rạn vòng Thám Hiểm. |